# Santa Ana-La Florida
Santa Ana-La Florida es un sitio arqueológico situado en el cantón Palanda, provincia de Zamora Chinchipe, Ecuador. Fue construido por la Cultura Mayo-Chinchipe. Se encuentra a orillas del río Valladolid, en las estribaciones orientales de la cordillera de los andes, en un lugar de transición entre las montañas y la amazonía.
Fue descubierto a fines del siglo XX cuando el maquinista Ulpiano Loján abría un camino en la localidad Santa Ana. En marzo de 2003 se inició una investigación que trataría de centro ceremonial del período Formativo Temprano. Durante la excavación se hallaron vestigios de arquitectura en piedra.
La arquitectura comprende una plaza circular y chimeneas ceremoniales.
Santa Ana-La Florida guarda amplios parecidos con el sitio arqueológico Montegrande, localizado en el Perú, el cual fue construido por la misma cultura.

## Investigaciones
Un equipo de arqueólogos franceses y ecuatorianos iniciaron los trabajos de excavación del sitio en el año 2002. El lugar ha sido estudiado desde entonces, bajo el liderazgo del ecuatoriano Francisco Valdez. 
Estos trabajos resultaron en el descubrimiento de una nueva cultura arqueológica, a la que actualmente se la conoce como Cultura Mayo-Chinchipe-Marañón. Esta habitó en un área que se extiende desde el Parque Nacional Podocarpus en Ecuador, hasta el área donde el río Mayo-Chinchipe desemboca en el Marañón (cerca de Bagua, Perú). Esta antigua cultura recibió su nombre de los nombres de los ríos.
El sitio fue datado mediante Carbono-14 al 3500 a. C. Fecha que lo sitúa en el Período Formativo temprano en la cronología ecuatoriana y al período Arcaico según la cronología peruana. Representa un pueblo con una plaza central hundida, con de las dos plataformas artificiales, una de las cuales tiene un templo con forma de en espiral y una hoguera ceremonial. Allí se encontraron varias tumbas con grandes ajuares, lo cuales incluían finas vasijas de cerámica, cuencos y morteros de piedra, cientos de cuentas de turquesa y malaquita y fragmentos de conchas marinas de la especie Strombus.

## Agricultura

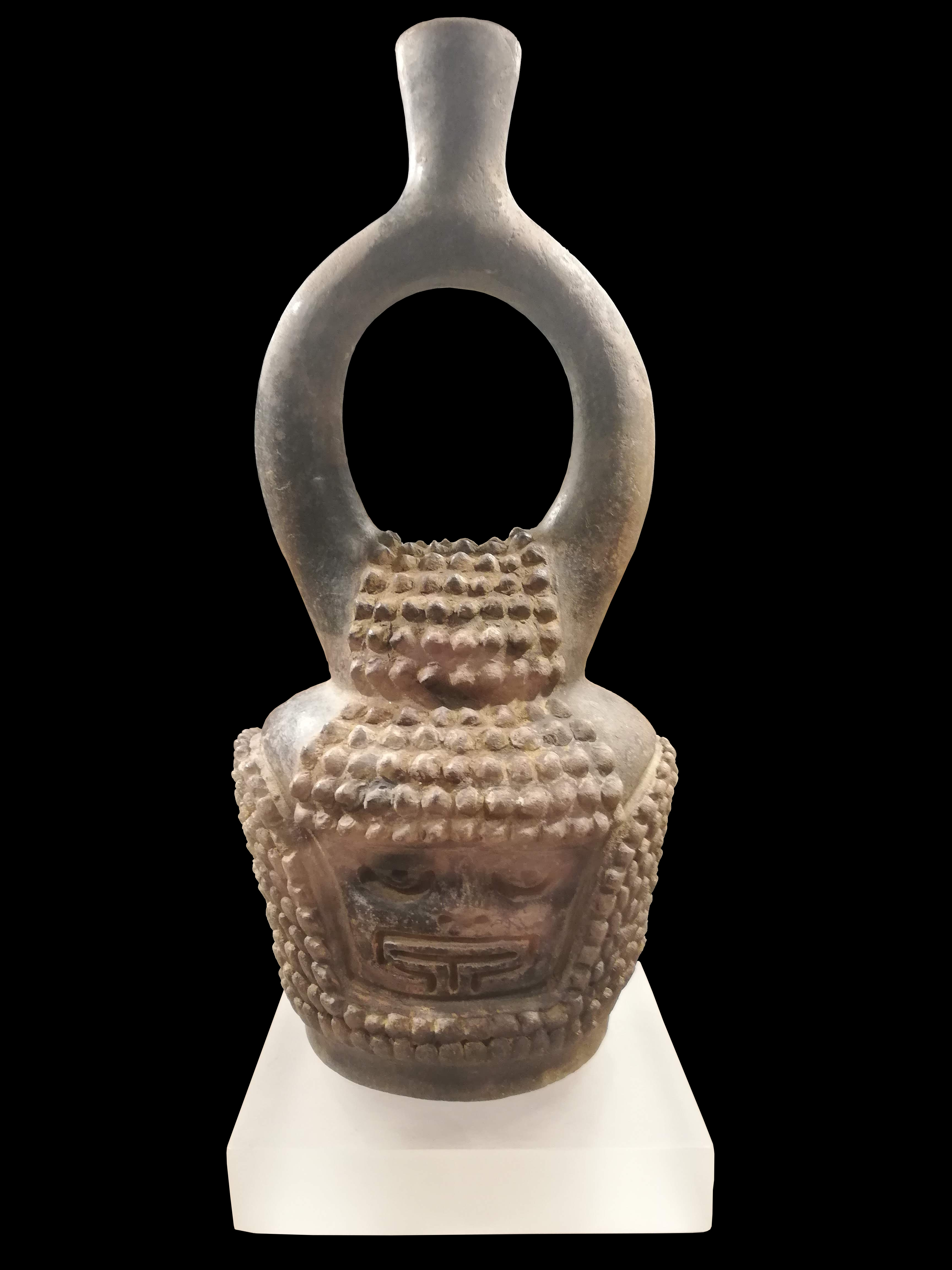
Se encontraron restos de Cacao en el interior de esta botella con pico de estribo encontrada en Santa Ana-La Florida.

Se ha encontrado evidencias del uso de los siguientes cultivos:
- Maíz (Zea mays)
- Fréjoles (Fabacceae)
- Yuca (Manihot esculenta)
- Camote (Ipomooea sp.)
- Ñame (Dioscorea sp.)
- Arrurruz (Maranta sp.)
- Ají (Capsicum sp.)
- Cacao (Theobroma sp.)
- Coca (Erythroxylum coca)

### Las primeras evidencias del uso del cacao
Tradicionalmente se pensaba que el cacao se domesticó por primera vez en Mesoamérica. Sin embargo, se sabe que la región del alto Amazonas es el lugar con la mayor diversidad genética del cacao, por tanto, esta región debería ser el lugar de origen de la planta.
En 2018, la revista Nature Ecology and Evolution informó desde Santa Ana sobre lo que se cree que es el primer uso registrado hasta el momento del cacao (Theobroma cacao L.) en la historia. Las evidencias del uso de este alimento datan de hace aproximadamente 5300 años (3300 a. C.). Los estudiosos utilizaron tres líneas independientes de evidencia arqueológica (granos de almidón de cacao, residuos de teobromina absorbidos y datación de ADN antiguo) para confirmar sus hallazgos.
Hasta ahora, esta es la primera evidencia arqueológica clara del uso del cacao en tiempos precolombinos en sudamericana, además de ser la evidencia más temprana del uso de la planta.